# НІ-1
НІ-1 (рос. На Испуг-1) — ерзац-танк (бронетрактор), що випускався в часи оборони Одеси 1941 року і являв собою звичайний артилерійський тягач, обшитий листами броні, зі встановленим легким стрілецьким або гарматним озброєнням. Подібні машини також випускалися деякими іншими тракторними заводами з метою хоч якось компенсувати брак танків.

## Будівництво і бойове застосування

НИ-1 (схема):
1) корпус, 2) бічні частини корпусу, 3) моторний відсік, 4) башта, 5) грязьові щитки; 6) бронещиток ходової частини; 7) маска кулемета; 8) кулемет ДШК; 9) монтажний рим; 10) інструментальний ящик; 11) вихлопна труба; 12) бічні консолі рами, 13) передній лист рами; 14) буксирувальний гак; 15) натяжне колесо; 16) підтримуючий ролик; 17) ведуче колесо; 18) коток каретки; 19) кулемет ДП

Під час оборони Одеси 1941 року захисники міста відчували величезну потребу в танках. Щоб хоч якось задовольнити цю потребу, на Одеському машинобудівному заводі ім. Січневого повстання на базі тракторів СТЗ-5 було зібрано близько 60 «танків». Проект танка розробили головний інженер заводу ім. Січневого повстання П. К. Романов, А. І. Обедніков і капітан У. Г. Коган. Трактори захищалися зварними броньовими (а іноді й просто сталевими) листами, взятими на Одеському судноремонтному заводі. Озброювалися машини легкими гарматами або кулеметами в обертових баштах, причому використовувалися як башти від підбитих танків, так і саморобні конструкції. Як правило, озброєння танка становили два 7,62-мм кулемети ДТ.
У ніч на 20 вересня 1941 року 20 танків були застосовані в бою проти румунських частин, що оточили місто. Ставку було зроблено на психологічний ефект застосування танків. На танках були включені фари і сирени, і вони без артилерійської підтримки рушили на румунські траншеї. Ворог був змушений відступити. Після цього бою танки отримали назву «НИ-1» (від рос. На Испуг).
Подібна назва пояснюється ще й тим, що через брак гармат великого калібру стволи легких гармат нарощувалися для надання танкам більш «серйозного» вигляду, а іноді на танки встановлювали муляжі гармат. Крім того, за спогадами ветеранів, під час руху танк страшенно гуркотів.
Втім, за іншою версією, танк отримав свою назву від рос. На Истребление.

## Схожі машини

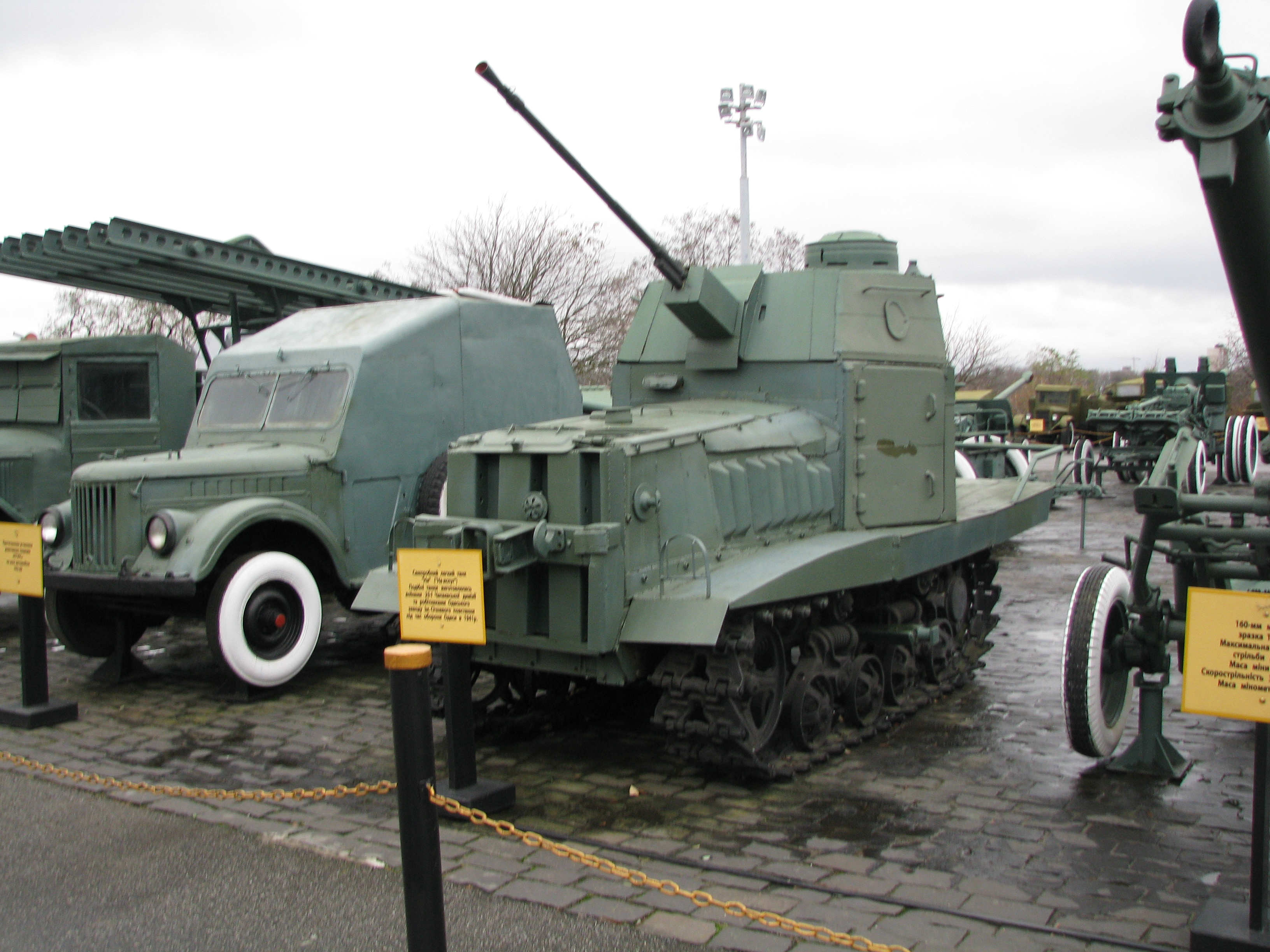
Бронетрактор ХТЗ-16

За наявними даними, восени 1941 року від 50 до 60 бронетракторов було випущено Харківським тракторним заводом. Після короткочасних порівняльних випробувань як базу для танка було обрано трактор СТЗ-3. Шасі трактора під час бронювання було посилено. Товщина броні становила 10-25 мм. У броньовий рубці, змонтованій на місці кабіни водія, встановлювалася 45-мм танкова гармата з обмеженими кутами обстрілу. Для оборони в ближньому бою всередині перевозився кулемет Дегтярьова (ДП або ДП). Під час серійного виробництва на ХПЗ ця машина одержала індекс ХТЗ-16. Точних даних про бойове застосування цих машин немає, але є всі підстави вважати, що їх застосовували під час оборони Харкова восени 1941 року.
Крім того, існують уривчасті відомості про імпровізований танк, який був на озброєнні Української повстанської армії. Танк було зібрано 1943 року поблизуКовеля — у підконтрольній УПА військовій майстерні. Трактор було обшито сталлю й обладнано двома кулеметами. Танк застосовували в боях із польською Армією крайовою. За іншою версією, бронемашину було сконструйовано з корпусу танка Т-26, встановленого на шасі трактора СТЗ-5. Однак не можна виключити існування двох різних повстанських ерзац-танків.
Також відомо про участь імпровізованих броньованих машин під час оборони Моонзундських островів. Так, з метою посилення вогневої оборони, захисники островів за власною ініціативою побудували з тракторів чотири танки, озброєні кулеметами.

## Збережені екземпляри

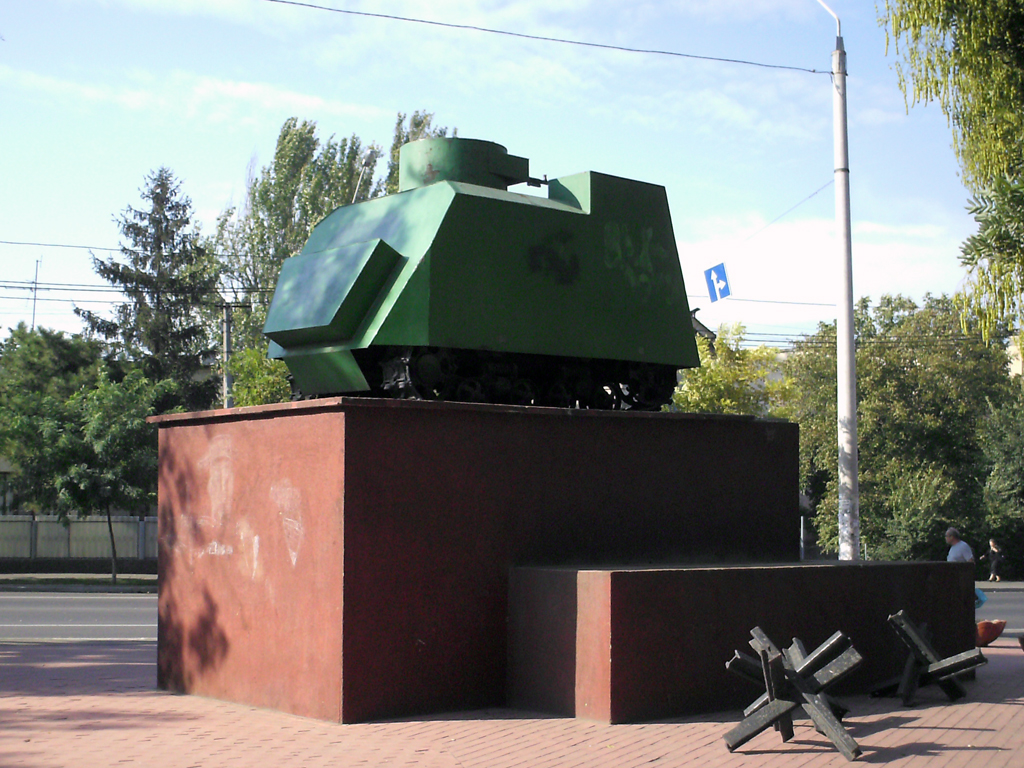
Одеса, Серединський сквер

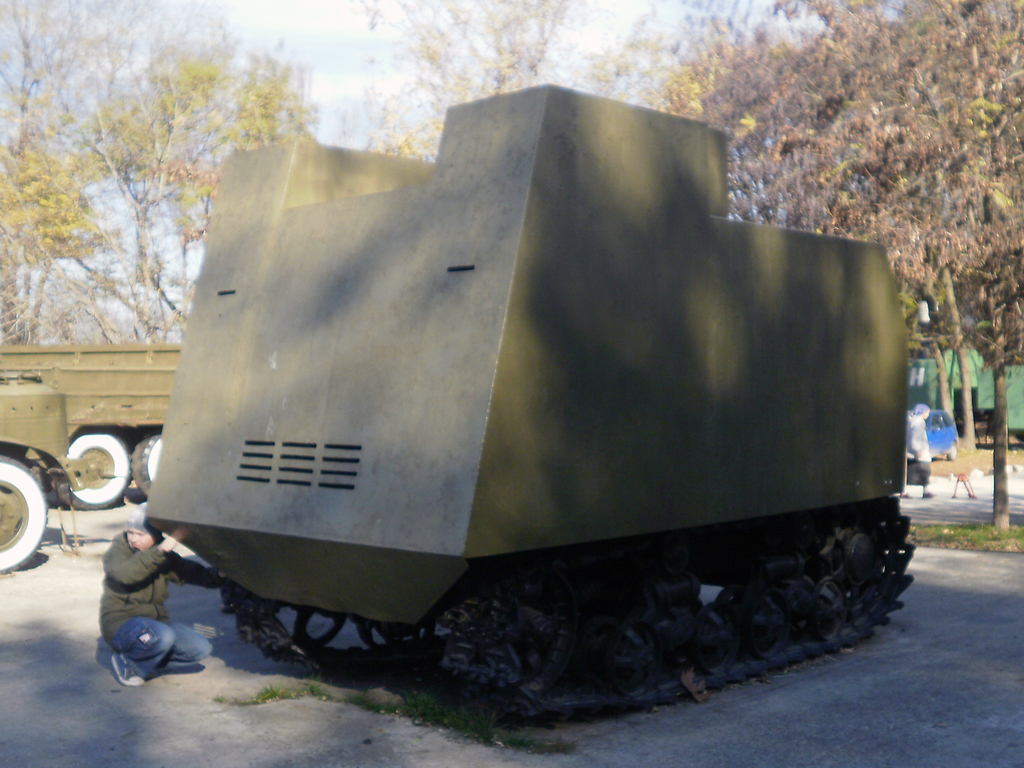
На меморіалі героїчної оборони Одеси

Деякі бронетрактори, виготовлені різними радянськими підприємствами в роки Німецько-радянської війни, збереглися досі, проте точно ідентифікувати їх та визначити конкретну належність дуже важко.
Зокрема, три бронетрактори є в Одесі. Один з них встановлено на Меморіалі героїчної оборони Одеси, а другий — на розі вулиць Разумовської і М'ясоїдівської. Разом з тим, є підстави вважати, що ці бронетрактори являють собою лише пізніші макети, які виготовлено спеціально для експозиції, і вони не мають стосунку до танка НИ-1.
Крім того, відомо щонайменше два бронетрактори, що збереглися поза межами Одеси. Один з них перебуває у бронетанковому музеї в Кубинці в Росії, хоча з якихось причин до експозиції його не включено, і він стоїть позаду ангарів. Хоча цей експонат позиціонується музеєм як НИ-1 (про що свідчить інформаційна табличка перед ним), насправді виявити призначення та належність цієї машини досить важко. Найімовірніше, машина була навчальним танком з макетною баштою та озброєнням[джерело?], або ж є імітацією, створеною для кінозйомок, і також не має стосунку до танків НИ.
Єдиний бронетрактор НИ-1 на ходу застосовується в Дніпрі для масштабних пейнтбол-ігор[джерело?].
Бронетрактор можна побачити у військовому музеї Києва, проте цей екземпляр, найімовірніше, являє собою один з ерзац-танків, виготовлених на ХТЗ під час оборони Харкова.